# Мстиславец
Мстиславец — древний русский город в Смоленской земле. Является одним из десяти смоленских городов, упомянутых в летописном «Списке русских городов дальних и ближних» конца XIV века. Предположительно был расположен в среднем течении реки Осьма между Вязьмой и Смоленском вблизи Старой Смоленской дороги. В XV-XVI веках Мстиславец был центром волости, в XVII веке — центром стана Дорогобужского уезда, но в период польской оккупации пришел в упадок и к моменту заселения его казаками представлял собой пустошь. В переписных книгах Дорогобужского уезда 1668 года Мстиславец показан деревней, названной впоследствии Николами по имеющейся в ней церкви. Деревня, затем посёлок Николы, исчез в конце XX века.
Городище Мстиславца расположено в 1 км от деревни, на левом берегу Осьмы. Оно имеет овальную форму размерами 44×28 м. Валы не сохранились, склоны холма подрезаны. Культурный слой (0,2 — 0,6 м) содержит лепную керамику днепро-двинской и мощинской культур, а также гончарную, древнерусскую (XI—XIII веков).